# Waldbrunn (Baviera)
Waldbrunn é um município da Alemanha, situado no distrito de Würzburgo, no estado da Baviera. Tem 6,62 km² de área, e sua população em 2019 foi estimada em 2.852 habitantes.